# Carlota de Gales (1796-1817)
Carlota de Gales (Londres, 7 de janeiro de 1796 — Surrey, 6 de novembro de 1817) foi a única filha do casamento malfadado entre Jorge, Príncipe de Gales (futuro rei Jorge IV do Reino Unido) e Carolina de Brunsvique-Volfembutel.
Os pais de Carlota odiavam-se ainda antes de o seu casamento ser arranjado e separaram-se pouco depois. O príncipe Jorge deixou Carlota ao cuidado de várias governantas e criadas, mas ainda assim não permitia que houvesse muito contacto entre ela e a sua mãe, a princesa Carolina, que eventualmente acabaria por deixar o país. À medida que Carlota chegava à idade adulta, o seu pai pressionou-a para se casar com o príncipe-herdeiro Guilherme de Orange, que se tornaria mais tarde rei dos Países Baixos, mas, pouco depois de o ter aceitado, Carlota rompeu o noivado. Esta decisão resultou numa série de brigas entre a princesa e o pai até que, finalmente, o Príncipe de Gales lhe deu permissão para se casar com o duque Leopoldo de Saxe-Coburgo-Saalfeld, que se tornaria depois rei da Bélgica. Depois de um casamento feliz que pouco durou, Carlota morreu ao dar à luz um filho natimorto.
A morte de Carlota provocou uma grande onda de luto por toda a Grã-Bretanha, que tinha considerado a princesa como um sinal de esperança, por contrastar com o seu pai pouco popular, e com o seu avô, que era considerado louco. Como era a única neta legitima do rei Jorge III, passou a existir uma pressão cada vez mais crescente para que os filhos solteiros do rei se casassem e tivessem herdeiros legítimos. O quarto filho do rei, Eduardo Augusto, Duque de Kent e Strathearn, foi pai da rainha Vitória.

## Antecedentes

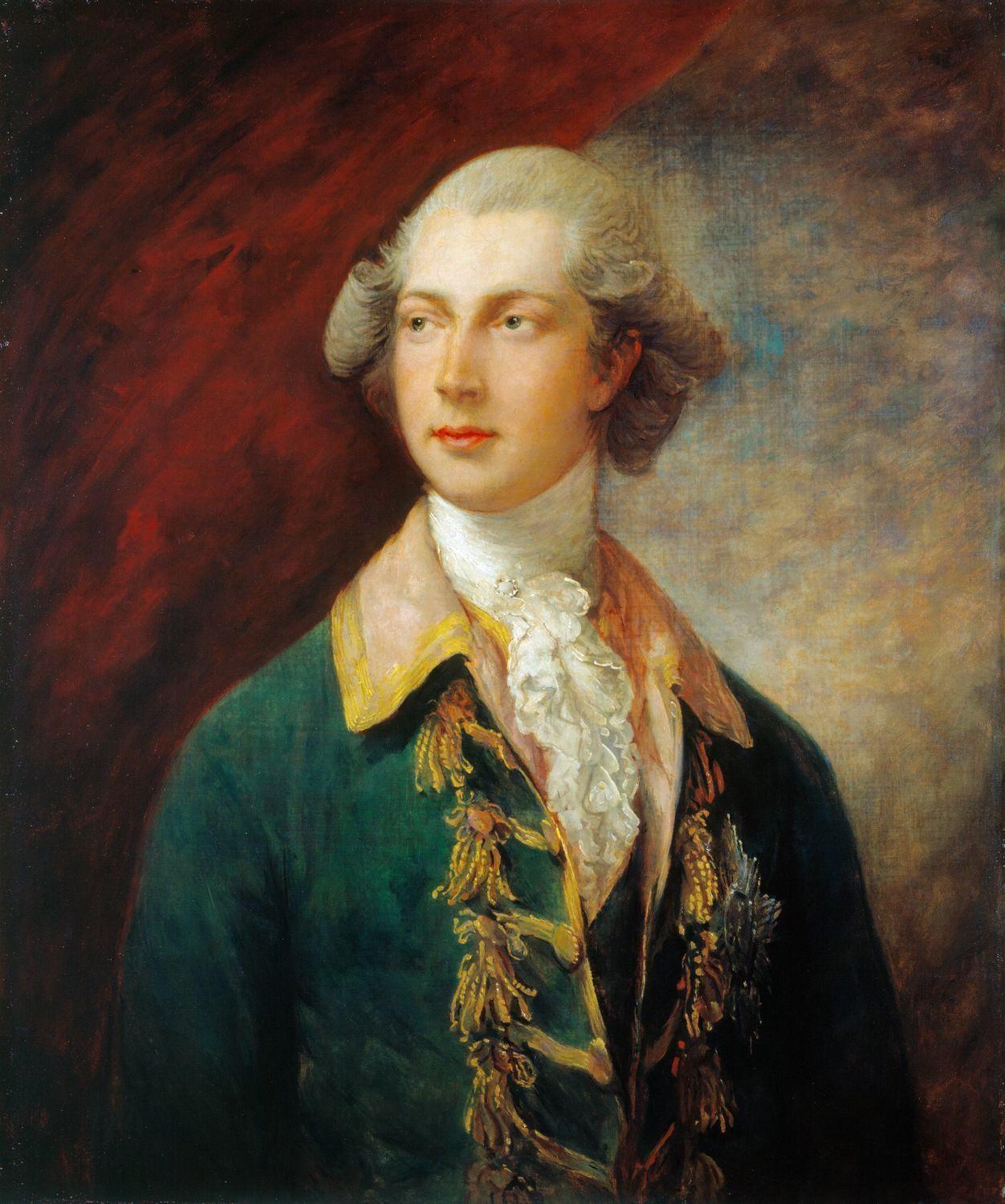
Jorge c. 1782–85, por Thomas Gainsborough. Na Royal Collection.

Em 1794, Jorge, Príncipe de Gales, estava à procura de uma noiva adequada. Não o fez por ter o desejo de assegurar a sucessão, mas sim porque o primeiro-ministro, William Pitt, o Novo, prometera-lhe um aumento no rendimento se ele se casasse. Apesar de receber rendimentos generosos por ser Príncipe de Gales e Duque da Cornualha, Jorge vivia muito acima das suas possibilidades e, em 1794, o dinheiro passou a ser insuficiente para pagar os juros das suas dívidas.
Jorge já se tinha tentado casar uma vez, com a sua amante, Maria Fitzherbert, mas este casamento foi considerado inválido aos olhos da lei porque o príncipe nunca tentou obter o consentimento do seu pai, o rei Jorge III, um requisito obrigatório consagrado no Decreto de Casamentos Reais de 1772. Apesar de tudo, Jorge manteve Maria Fitzherbert como sua amante, pelo menos enquanto outras amantes, como Lady Jersey, não recebiam mais atenções.
Entre as candidatas, Jorge seleccionou duas noivas princesas alemãs, ambas suas primas direitas. A primeira, Luísa de Mecklemburgo-Strelitz, era filha do seu tio materno e a segunda, Carolina de Brunsvique-Volfembutel, era filha da sua tia paterna. A mãe de Jorge, a rainha Carlota, tinha ouvido rumores preocupantes acerca do comportamento de Carolina e, por isso, preferia a princesa Luísa, que considerava mais bonita e que era sua sobrinha de sangue e não por casamento. Dizia-se que a princesa Carolina se tinha comportado de forma pouco correcta com um oficial irlandês do exército do seu pai e outras negociações de casamento que se tinham realizado anteriormente tinham sido interrompidas sem razão aparente. Jorge, influenciado por Lady Jersey, que considerava Carolina uma rival menos desafiante do que Luísa, escolheu a princesa de Brunsvique, apesar de nunca a ter conhecido, e enviou um diplomata, James Harris, 1.º Conde de Malmesbury, para a acompanhar de Brunsvique para a Grã-Bretanha.
Harris encontrou a princesa vestida de forma desgrenhada e pareceu-lhe óbvio que ela já não se lavava há vários dias. Achou a sua conversa grosseira e demasiado familiar. Harris passou quase quatro meses com ela, esforçando-se por melhorar o seu comportamento e hábitos antes viajarem para Inglaterra, uma viagem que foi prolongada pelo inverno rigoroso e atrasos frequentes provocados pela guerra contra a França. O diplomata levou Carolina para o Palácio de St. James e, ao ver a sua noiva pela primeira vez, o Príncipe de Gales disse: "Harris não me sinto bem, por favor traga-me um copo de brandy". Depois de o príncipe sair, Carolina disse: "Acho-o muito gordo e não parece nada bonito como nos retratos." Quando jantaram juntos nessa noite, Carolina, irritada, faz várias referências grosseiras à relação do noivo com Lady Jersey. Segundo Harris, este comportamento fez com que o príncipe passasse a gostar ainda menos dela. Antes do casamento, que se celebrou a 8 de Abril de 1795, Jorge mandou chamar o seu irmão Guilherme, Duque de Clarence e St. Andrews, para lhe dizer que Maria Fitzherbert era a única mulher que ele ia amar na vida e apareceu na cerimónia bêbado.
Jorge disse mais tarde que o casal só teve relações sexuais três vezes e que, durante uma dessas ocasiões, a princesa tinha feito um comentário sobre o tamanho do seu órgão sexual, o que o levou a concluir que a sua esposa tinha uma base de comparação e, por isso, o mais provável era já não ser virgem. Carolina, por seu lado, disse indiretamente que Jorge era impotente. O casal separou-se poucas semanas depois, apesar de continuarem a viver no mesmo palácio. Um dia antes de completarem nove meses de casamento, Carolina deu à luz uma filha.

## Infância

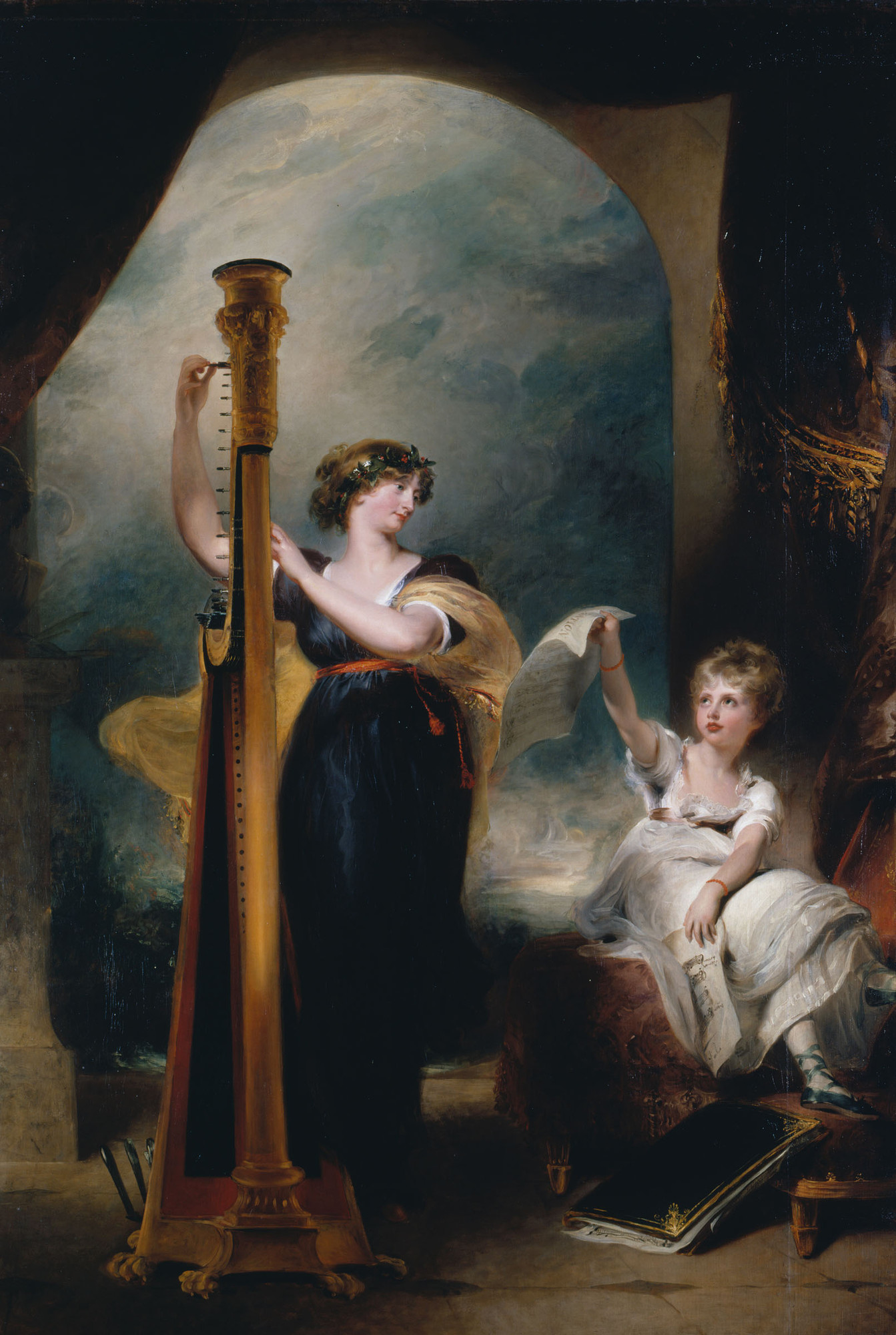
Carolina e Carlota, por Thomas Lawrence.

Carlota nasceu na Casa Carlton, a residência oficial do Príncipe de Gales em Londres, no dia 7 de Janeiro de 1796. Embora Jorge tenha ficado um pouco desiludido por não ter tido um filho, o avô da princesa, o rei, que preferia meninas, ficou encantado com o nascimento da sua primeira neta legítima e esperava que a bebê conseguisse reconciliar Jorge e Carolina. Tal não aconteceu. Três dias depois do nascimento de Carlota, Jorge redigiu um testamento onde estipulava que, caso morresse, a sua esposa não teria qualquer papel na educação da sua filha, e onde deixava todos os seus bens a Maria Fitzherbert. Na altura, a grande maioria dos membros da família real não era popular com o povo britânico, mas o nascimento de Carlota foi muito festejado. A 11 de Fevereiro de 1796, a pequena princesa foi baptizada na Grande Sala de Estar do Palácio de St. James, recebendo os nomes de Carlota Augusta em honra das suas avós, a rainha Carlota e a duquesa Augusta de Brunsvique-Luneburgo. O rei esteve presente no papel de padrinho.
Apesar de Carolina pedir para ser melhor tratada em várias ocasiões depois de dar à luz a princesa que estava em segundo lugar na linha de sucessão, Jorge restringiu o seu contacto com a filha, proibindo a esposa de a ver se não estivesse acompanhada da ama e das governantas. Carolina tinha permissão para fazer a visita diária à sua filha que era costume nesta época para os pais de alta classe, mas não tinha direito de intervir nas decisões feitas em relação à educação de Carlota. Os criados tinham pena de Carolina e desobedeciam ao Príncipe de Gales, permitindo que Carolina passasse tempo sozinha com a filha. Jorge não sabia que tal acontecia, pois ele próprio tinha pouco contacto com a filha. Carolina teve mesmo a coragem de andar de carruagem sozinha com a sua filha pelas ruas de Londres, enquanto ambas recebiam o aplauso das multidões que se juntavam para as ver passar.
Carlota era uma criança saudável e, segundo o seu biógrafo, Thea Holme, "a impressão que uma pessoa tem das primeiras histórias registadas da Carlota, mostram que tinha um coração temerário e quente". À medida que Carlota crescia, os seus pais continuaram a lutar, e a usar a sua filha como escudo no seu conflito, usando-a para apelar ao rei e à rainha que tomassem o seu lado. Em Agosto de 1797, Carolina deixou Carlton House, instalando-se numa casa arrendada perto de Blackheath, e deixando a sua filha para trás. Na altura, a lei inglesa considerava que o pai tinha todos os direitos sobre os filhos. Contudo, o príncipe não tomou mais medidas para restringir o acesso de Carolina à sua filha. Em Dezembro de 1798, o príncipe convidou a sua esposa para passar o inverno em Carlton House, algo que ela se recusou a fazer. Foi o último esforço para uma reconciliação e o facto de ter falhado significava que havia poucas hipóteses de Jorge vir a ter um filho legitimo que ultrapassasse Carlota na linha de sucessão. Carolina visitava a sua filha em Carlton House e, por vezes, Carlota era levada a Blackheath para visitar a mãe, mas nunca podia ficar em casa dela. Durante os verão, o príncipe arrendava Shrewsbury Lodge em Blackheath para a sua filha, o que tornava as visitas mais fáceis e, segundo Alison Plowden, que escreveu sobre a relação de Jorge com a sua esposa e filha, Carolina via a filha as vezes que queria.
Quando Carlota tinha oito anos, o seu pai, que tinha reatado a sua relação com Maria Fitzherbert, decidiu que queria Carlton House só para si. Apoderou-se dos aposentos da esposa (Carolina passou a ter aposentos no Palácio de Kensington), e mudou a sua filha para Montague House que ficava colada a Carlton House. Tal como James Chambers, outro biógrafo de Carlota, escreveu, a pequena princesa "vivia numa casa só sua, na companhia de pessoas que eram pagas para estar lá". A mudança aconteceu sem a presença da governanta de Carlota, Lady Elgin, viúva de Charles Bruce, 5.º Conde de Elgin, de quem a princesa era muito chegada. Lady Elgin tinha sido forçada a reformar-se, supostamente devido à sua idade avançada, mas principalmente porque tinha levado Carlota para visitar o rei sem a permissão de Jorge. Jorge também despediu a sub-governanta, Miss Hayman, por ser demasiado amigável com Carolina, e a sua esposa não demorou a contratá-la para a sua casa. A substituta de Lady Elgin, Lady de Clifford, viúva de Edward Sothwell, 20.º Barão de Clifford, gostava de Carlota, mas era demasiado simpática para conseguir disciplinar a criança, que se tinha tornado uma maria-rapaz exuberante. Lady de Clifford levava muitas vezes consigo um dos seus netos, o honorável George Keppel, três anos mais novo que Carlota, para brincar com ela. Quarenta anos depois, Kappel, na altura conde de Albemarle, recordou Carlota nas suas memórias, contando várias das suas aventuras de criança. Além de contos sobre a sua tendência de maria-rapaz, o seu gosto por cavalos e por lutas, recordou também uma ocasião em que uma multidão se tinha reunido em volta da casa dele em Earl's Court para ver a pequena princesa. As suas crianças juntaram-se à multidão e não foram reconhecidas.
Em 1805, o rei começou a fazer planos para a educação de Carlota e contratou um grande número de instrutores para a sua única neta legítima, encarregando o bispo de Exeter de a instruir na religião anglicana, na esperança de que Carlota, quando se tornasse rainha, a defendesse. O rei esperava que estes professores lhe conferissem "honra e conforto nas suas relações, e uma bênção para os domínios que, daqui a diante, pode vir a representar". Segundo Holme, esta preparação teve pouco efeito em Carlota que escolhia aprender apenas aquilo que queria aprender. A sua professora de piano era a compositora Jane Mary Guest, e a princesa tornou-se uma pianista talentosa.
O comportamento pouco convencional da princesa Carolina levou a acusações, em 1807, de que a princesa tinha mantido relações sexuais com outros homens desde que se tinha separado. Na altura, Carolina estava a cuidar de uma criança, William Austin, que, alegadamente, era seu filho com outro homem. O Príncipe de Gales esperava que aquela que foi apelidada de "a Investigação Delicada" descobrisse provas de adultério que lhe iriam permitir avançar com o processo de divórcio, e proibiu Carlota de ver a mãe. Os investigadores não questionaram Carolina sobre os seus supostos amantes, preferindo centrar as suas atenções nos criados. Quando lhes foi perguntado se Carolina tinha parecido grávida, alguns disseram que sim, outros disseram que não, outros disseram que não tinham a certeza e houve ainda os que disseram que a princesa tinha excesso de peso e era impossível dizer se tal tinha acontecido ou não. Nenhum dos criados conseguiu indicar o nome de um amante em particular, apesar de o seu lacaio, Joseph Roberts, ter dito que a princesa "gostava muito de f(…)". Carlota sabia da existência da investigação. Tinha dez anos na altura e ficou muito magoada quando viu a mãe no parque e Carolina, obedecendo às ordens do marido para não ter qualquer contacto com a filha, fingiu não ter reparado nela. Para desespero de Jorge, o comité de investigação não conseguiu descobrir qualquer prova de que Carolina tinha tido um segundo filho, apesar de terem reparado que o comportamento da princesa era muito propício a interpretações erradas. O rei, que gostava de Carolina, tinha-se recusado a vê-la durante a investigação, mas voltou a recebê-la pouco depois. Depois de a investigação ser concluída, o Príncipe de Gales voltou a permitir que Carlota visse a sua mãe com alguma relutância, mas apenas na condição de que William Austin não estivesse presente.

## Adolescência

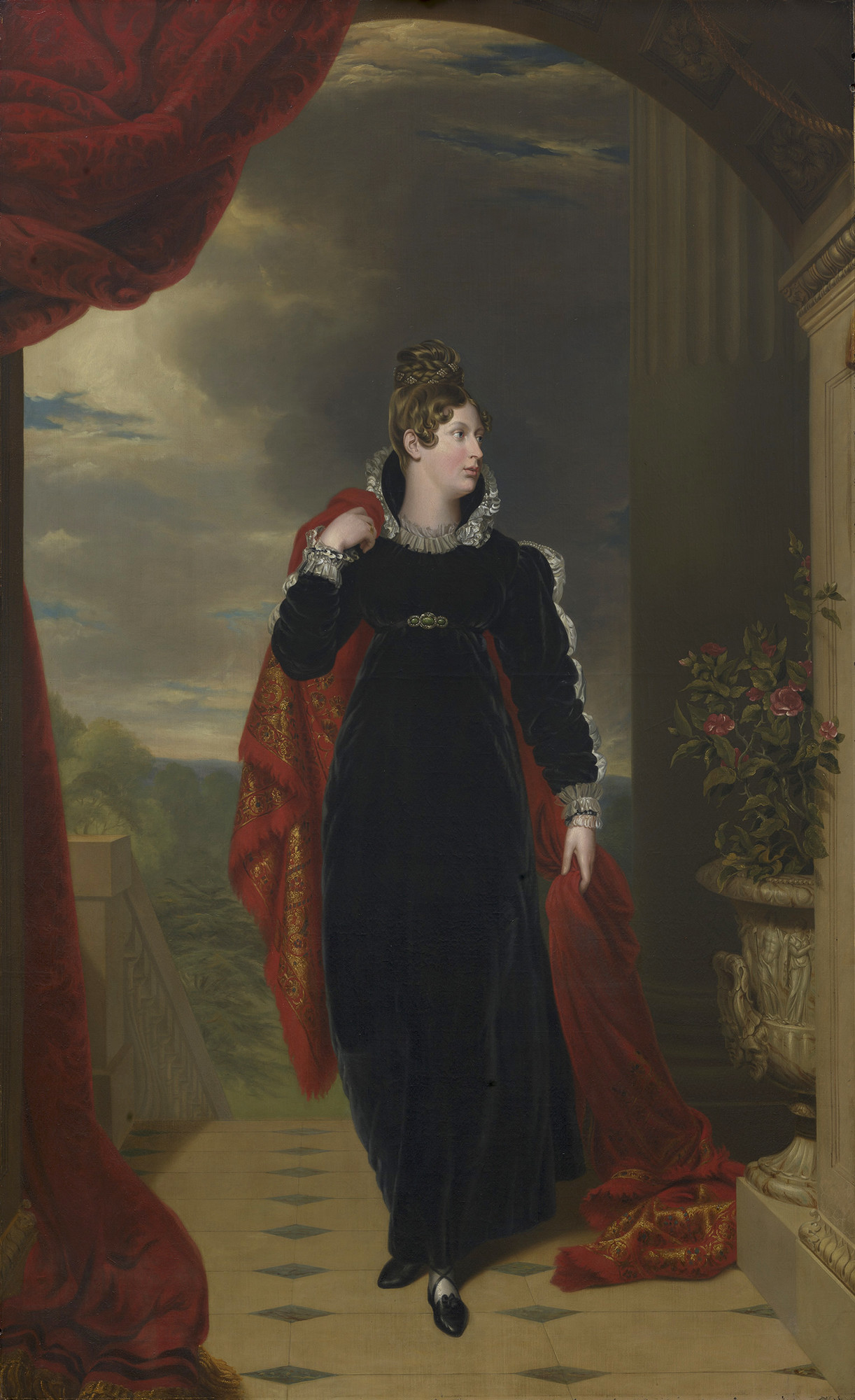
Retrato de Carlota em 1816 do pintor Thomas Lawrence.
Na Royal Collection.

À medida que Carlota entrava na adolescência, os membros da corte começaram a achar o seu comportamento pouco digno. Lady de Clifford queixava-se por Carlota mostrar a sua roupa interior, que chegava aos tornozelos, por baixo do vestido. Lady Charlotte Bury, uma dama-de-companhia de Carolina e diarista cujos relatos escritos sobreviveram até hoje, descreveu a princesa como "uma bela rapariga" que tinha modos cândidos e raramente "se mostrava digna". O seu pai orgulhava-se do seu talento para montar. A princesa gostava de Mozart e Haydn e identifica-se muito com a personagem Marianne do livro Razão e Sensibilidade de Jane Austen.
Em finais de 1810, a loucura do rei Jorge III começou a piorar. Carlota e o avô gostavam muito um do outro e a princesa ficou muito afectada com a sua doença. A 6 de Fevereiro de 1811, o pai de Carlota foi nomeado príncipe-regente perante o Conselho Privado, ao mesmo tempo que Carlota cavalgava para trás e para a frente nos jardins de Carlton House, tentando ter um vislumbre da cerimónia através de uma das janelas do primeiro andar. Carlota defendia o partido liberal, tal como o seu pai tinha sido. Contudo, agora que estava a começar a exercer os seus poderes, Jorge não chamou os liberais ao poder, como muitos tinham esperado. Carlota ficou furiosa e considerou a atitude do pai uma traição, mostrando a sua indignação na ópera quando atirou beijos na direcção do líder liberal, Charles Grey, 2.º Conde Grey.
Jorge tinha sido educado num ambiente rigoroso contra o qual se tinha revoltado. Apesar disso, tentou colocar a filha, que já tinha a aparência de uma mulher adulta aos quinze anos, em condições ainda mais rigorosas. Deu-lhe menos dinheiro para comprar roupa do que o necessário para uma princesa adulta e insistiu que, quando ela fosse à ópera, devia sentar-se na parte de trás do camarim e sair antes de o espectáculo acabar. Com o príncipe regente ocupado com assuntos de estado, Carlota tinha de passar grande parte do tempo em Windsor com as suas tias solteiras. Aborrecida, Carlota começou a apaixonar-se pelo seu primo, Jorge FitzClarence, filho ilegítimo do seu tio, o Duque de Clarence. Pouco depois, George foi chamado para Brighton para se juntar ao seu regimento, e a atenção de Carlota virou-se para o tenente Charles Hesse, dos Dragões Brilhantes, que supostamente seria filho ilegítimo de outro tio de Carlota, Frederico, Duque de Iorque e Albany. Charles e Carlota encontraram-se clandestinamente várias vezes. Lady de Clifford temia que o príncipe regente ficasse fora de si quando descobrisse, mas a princesa Carolina ficou encantada por ver a filha apaixonada. Fez tudo o que pôde para encorajar a relação, chegando mesmo a permitir que os dois estivessem sozinhos num quarto dos seus apartamentos. Estes encontros acabaram quando Charles se juntou às forças britânicas em Espanha. A maioria da família real, com excepção do príncipe regente, sabia destes encontros, mas não fez nada para interferir, já que não concordavam com a forma como Jorge tratava a sua filha.
Em 1813, quando o rumo das Guerras Napoleónicas começou a mostrar-se, finalmente, mais favorável para a Grã-Bretanha, Jorge começou a considerar seriamente a questão do casamento de Carlota. O príncipe-regente e os seus conselheiros decidiram que o melhor candidato era o príncipe-herdeiro Guilherme de Orange, filho e herdeiro do príncipe Guilherme Frederico de Orange. Tal casamento aumentaria a influência da Grã-Bretanha no noroeste europeu. Guilherme não impressionou Carlota quando os dois se conheceram na festa de aniversário de Jorge, celebrada a 12 de Agosto desse ano, na qual o príncipe holandês ficou bêbado na companhia do próprio príncipe-regente e de vários outros convidados. Apesar de ninguém ter falado oficialmente com Carlota sobre os planos de casamento, a princesa sabia deles através de rumores que corriam pelo palácio. O doutor Henry Halford, foi encarregue de perguntar a Carlota o que ela achava sobre o casamento, mas achou-a relutante e a princesa afirmou que a futura rainha de Inglaterra não devia casar-se com um estrangeiro. Acreditando que a sua filha tinha a intenção de se casar com Guilherme, Duque de Gloucester e Edimburgo, o príncipe-regente abusou verbalmente dos dois. Segundo Carlota, "ele falou como se tivesse as ideias mais impróprias em relação às minhas inclinações. Vejo que está completamente envenenado contra mim e que nunca vai mudar de ideias." Escreveu ao Conde de Grey, pedindo-lhe conselhos e ele sugeriu-lhe que fosse adiando o assunto o maior tempo possível. O assunto não demorou a surgir nos jornais que se questionavam se Carlota se iria casar com "o Orange ou com o Queijo" (uma referência ao queijo de Gloucester), o "Billy Magricelas" de Orange ou o "Billy Tolo". O príncipe-regente tentou abordar a filha mais gentilmente, mas não conseguiu convencê-la e Carlota escreveu que "nunca poderia deixar este país, e como rainha de Inglaterra ainda menos", e que, se eles se casassem, o Príncipe de Orange teria de "visitar os seus sapos sozinho". Contudo, no dia 12 de Dezembro, o príncipe-regente fez com que Carlota e o Príncipe de Orange se encontrassem durante um jantar e pediu-lhe uma resposta a Carlota. A princesa disse que tinha gostado do que tinha visto até à altura e Jorge pensou que isso significava que a filha aceitava o casamento, por isso chamou rapidamente o Príncipe de Orange para o informar.

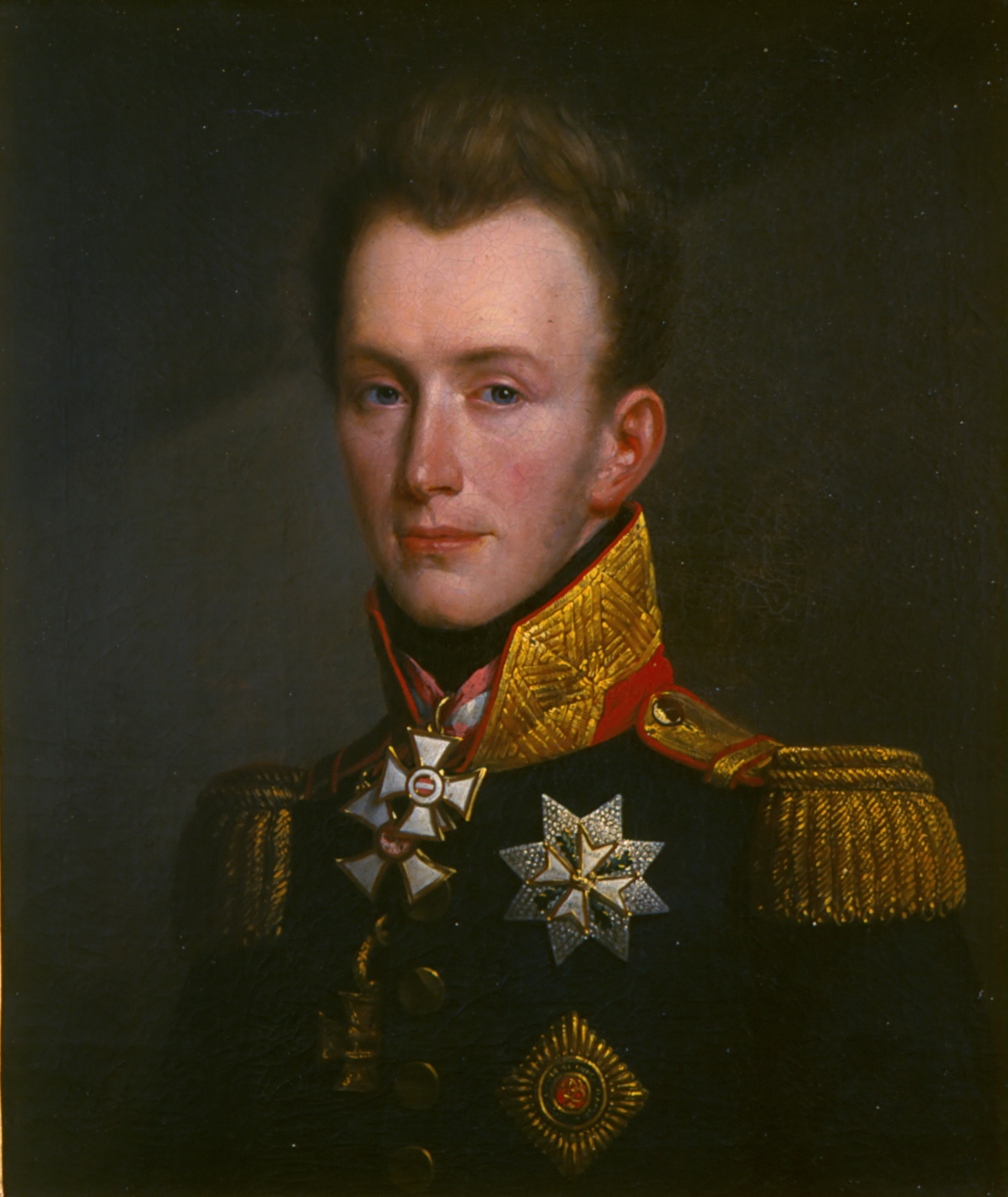
Guilherme de Orange em 1815.

As negociações para o contrato de casamento arrastaram-se durante vários meses porque Carlota insistia que não queria deixar a Grã-Bretanha. Os diplomatas não desejavam ver estes dois tronos unidos, e por isso o acordo determinava que o trono britânico iria para o filho mais velho do casal, enquanto que o segundo filho iria herdar o trono holandês. Se houvesse apenas um filho, os Países Baixos passariam a ser reinados pelo ramo alemão da Casa de Orange. A 10 de Junho de 1814, Carlota assinou o contrato de casamento. Carlota ficou enamorada de um príncipe prussiano cuja identidade não é certa. Segundo Charles Greville, tratava-se do príncipe Augusto da Prússia, mas o historiador Arthur Aspinall discorda e pensa que faria mais sentido que a princesa estivesse apaixonada pelo príncipe Frederico da Prússia, que era mais novo. Numa festa realizada no Hotel Pulteney em Londres, Carlota conheceu o tenente-general da cavalaria russa, o príncipe Leopoldo de Saxe-Coburgo-Saalfeld. A princesa convidou Leopoldo a visitá-la, um convite que o príncipe aceitou, tendo passado três quartos de hora com Carlota. Depois escreveu uma carta ao príncipe-regente, onde pedia desculpa se tinha cometido alguma indiscrição. A carta deixou Jorge muito impressionado, apesar de nunca ter considerado Leopoldo como possível pretendente para a sua filha devido ao seu rendimento reduzido.
A mãe de Carlota opôs-se ao casamento da filha com o Príncipe de Orange e tinha o apoio do público: sempre que Carlota aparecia em público, as multidões pediam-lhe que não abandonasse a mãe ao casar-se com o Príncipe de Orange. A princesa informou o Príncipe de Orange que, caso se casassem, a mãe dela teria de ser bem-vinda na sua casa, uma condição que iria certamente desagradar o príncipe-regente. Quando o Príncipe de Orange não concordou, Carlota rompeu o noivado. A resposta do seu pai foi ordenar que Carlota não saísse de Warwick House, ao lado de Carlton House, até ser enviada para Cranbourne Lodge, em Windsor, onde não teria permissão para ver mais ninguém além da avó. Quando soube disto, Carlota correu para a rua. Um homem, ao vê-la tão perturbada da sua janela, ajudou a princesa, que não tinha experiência no mundo exterior, a encontrar uma carroça que a levou para casa da sua mãe. Carolina estava a visitar amigas, mas voltou rapidamente para casa quando soube o que tinha acontecido, ao mesmo tempo que Carlota chamava políticos liberais para a aconselharem. Um grande número de familiares também se juntou a ela, incluindo o seu tio, o príncipe Frederico, duque de Iorque, que trazia um mandato no bolso para assegurar que ela regressava se tal fosse necessário. Depois de uma longa discussão, os liberais acharam que seria melhor se Carlota voltasse a casa do pai, o que ela fez no dia seguinte.

## Isolamento e corte

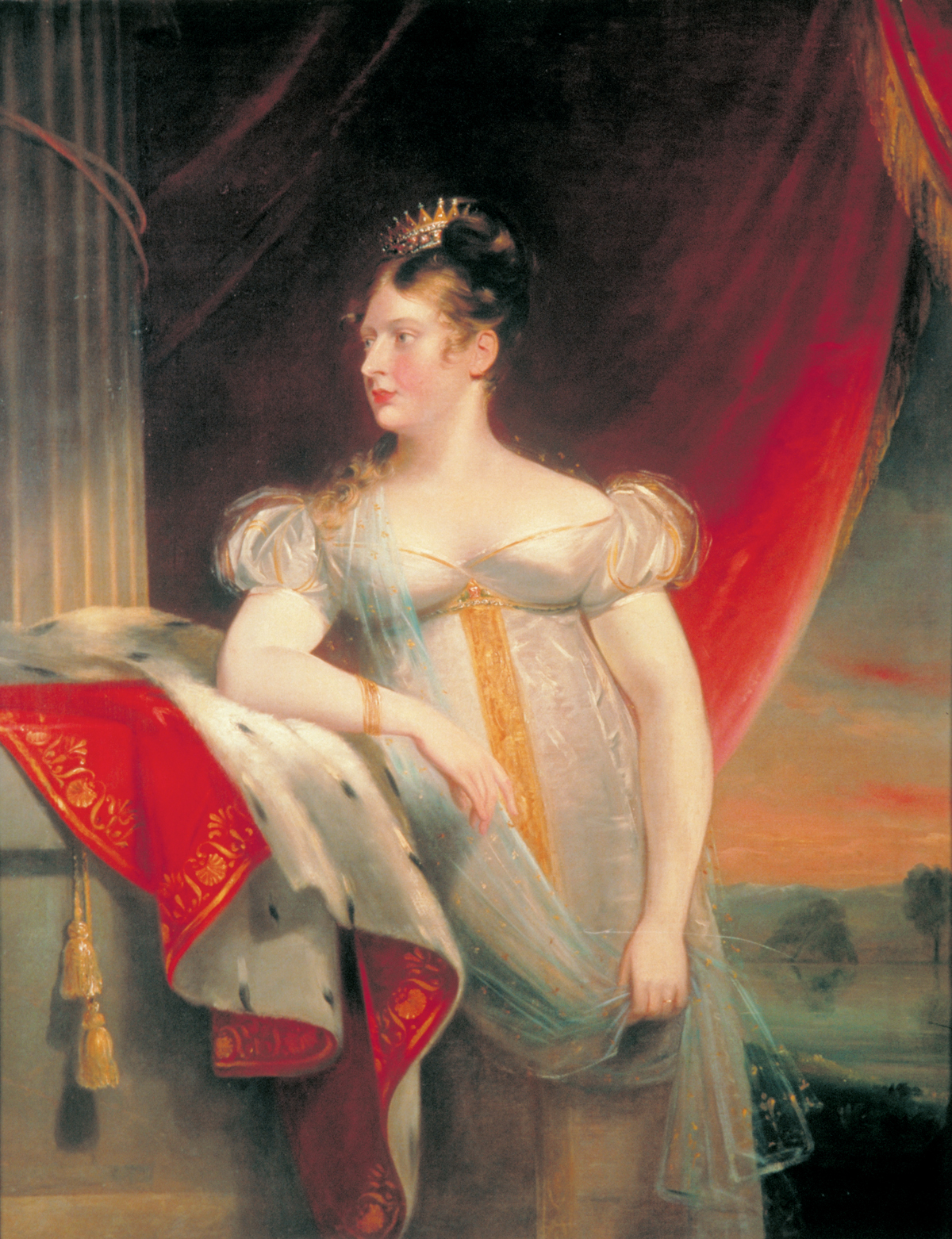
Carlota por James Lonsdale. Na Guildhall Art Gallery.

A história da fuga e regresso de Carlota não demorou a tornar-se o assunto mais falado da cidade. Henry Brougham, um antigo político e futuro chanceler liberal, escreveu que "todos estão contra o príncipe", e a imprensa da oposição escreveu muito sobre o conto da princesa fugitiva. Apesar de se reconciliar emocionalmente com a sua filha, o príncipe-regente enviou-a para Cranbourne Lodge, onde os seus criados tinham ordens para nunca a perder de vista. Carlota conseguiu enviar uma carta às escondidas para o seu tio preferido, o príncipe Augusto, Duque de Sussex. O duque respondeu questionando o primeiro-ministro conservador, Robert Jenkinson, 2.º Conde de Liverpool na Câmara dos Lordes. Perguntou-lhe se Carlota era livre de entrar e sair de casa, se podia visitar a zona costeira, como os médicos tinham recomendado anteriormente, e, agora que ela já tinha dezoito anos, se o governo tinha a intenção de lhe dar casa própria. Liverpool fugiu às perguntas, e o duque foi convocado a Carlton House e ofendido pelo irmão que nunca mais voltou a falar com ele.
Apesar do seu isolamento, Carlota achou a vida em Cranbourne surpreendentemente agradável e começou lentamente a aceitar a situação. No final de Julho de 1814, o príncipe-regente visitou a filha e informou-a de que a sua mãe estava prestes a deixar Inglaterra para passar um longo período na Europa. Esta notícia afectou muito Carlota, mas ela sentia que nada do que dissesse ia fazer a mãe mudar de ideias e ficou ainda mais entristecida com a casualidade com que a sua mãe preparava a partida, "sabe Deus quanto tempo vai passar ou que pode acontecer antes de nos voltarmos a ver". Carlota nunca mais voltaria a ver a mãe. No final de Agosto, Carlota teve permissão para viajar até à zona costeira. Tinha pedido para ir para Brighton que era muito frequentada pela alta sociedade, mas o príncipe-regente recusou, enviando-a antes para Weymouth. À medida que a carruagem da princesa ia fazendo paragens pelo caminho, reuniam-se grandes multidões amigáveis à sua volta para a ver. Segundo Holme, "a recepção calorosa que recebeu mostra que as pessoas já a veem como futura rainha". Ao chegar a Weymouth, esperavam-na iluminações com as palavras "Viva a princesa Carlota, a esperança da Europa e a glória da Grã-Bretanha" escritas no centro. Carlota passou o seu tempo a explorar as zonas de interesse próximas, a comprar sedas francesas roubadas e, a partir de fins de Setembro, a fazer um tratamento de banhos quentes de água salgada. Ainda continuava enamorada do seu prussiano e esperava em vão que ele declarasse o seu interesse por ela ao príncipe-regente. Se ele não o fizesse, segundo escreveu a uma amiga, Carlota "iria aceitar a segunda melhor opção, ou seja, um homem de temperamento brando e com senso comum (…), esse homem é o P. de S-C [príncipe de Saxe-Coburgo]. Em meados de Dezembro, pouco antes de deixar Weymouth, Carlota recebeu "um choque muito grande e repentino" quando recebeu a notícia de que o seu prussiano se tinha apaixonado por outra pessoa. Durante uma longa conversa depois do jantar de Natal, pai e filha reconciliaram-se.

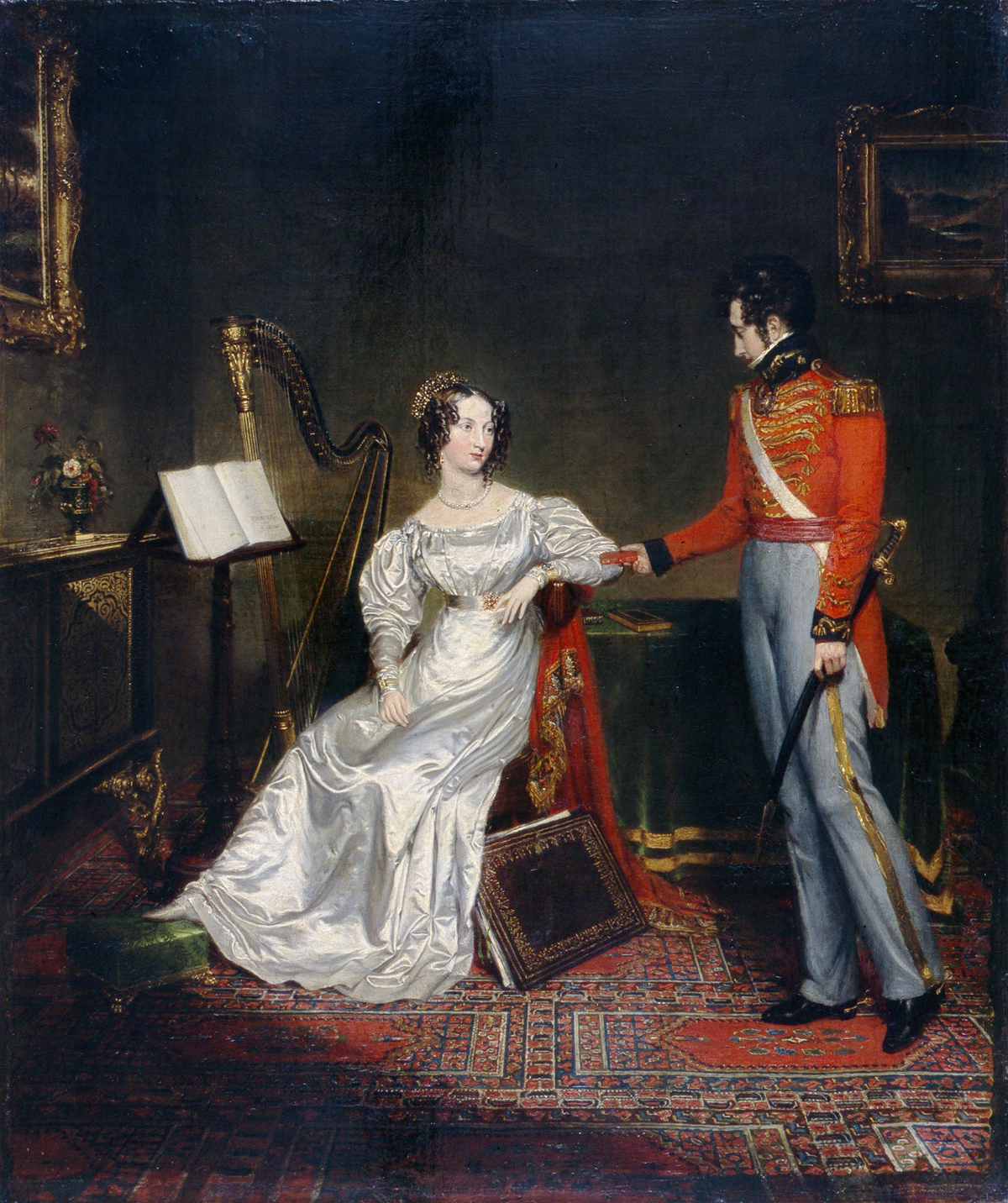
O noivado de Carlota e Leopoldo c. 1816, por George Clint.

No início de 1815, Carlota decidiu fazer de Leopoldo (a quem chamava "o Leão") seu esposo. O seu pai recusou-se a desistir da esperança de que a sua filha se casasse com o Príncipe de Orange, contudo, Carlota escreveu-lhe dizendo: "Nenhum argumento nem ameaça me fará alguma vez casar com este odioso holandês." Confrontado com a oposição unânime da família real, Jorge finalmente desistiu da ideia de casar a filha com o Príncipe de Orange que ficou noivo da grã-duquesa Ana Pavlovna da Rússia nesse verão. Carlota entrou em contacto com Leopoldo através de intermediários e achou-o receptivo, mas com Napoleão a renovar o conflito na Europa, Leopoldo foi forçado a juntar-se ao seu regimento para lutar. Em Julho, pouco antes de regressar a Weymouth, Carlota pediu formalmente permissão ao pai para se casar com Leopoldo. O príncipe-regente respondeu que, devido à situação política perturbada que se vivia na Europa, não poderia considerar tal pedido. Para frustração de Carlota, Leopoldo não visitou a Grã-Bretanha depois de a paz ser restaurada, apesar de estar a prestar serviço militar em Paris, que Carlota achava ser perto de Weymouth ou Londres.
Em Janeiro de 1816, o príncipe-regente convidou a sua filha a visitar o Pavilhão Real em Brighton e ela voltou a pedir-lhe para permitir o casamento. Quando estava de regresso a Windsor, a princesa escreveu numa carta ao pai que, "Já não hesito em declarar o favor que sinto pelo príncipe de Coburgo e asseguro-te que ninguém será mais estável e consistente neste compromisso do que eu". Jorge cedeu e convocou Leopoldo, que estava em Berlim a caminho da Rússia, à Grã-Bretanha. Leopoldo chegou à Grã-Bretanha em finais de Fevereiro de 1816, e foi até Brighton para ser questionado pelo príncipe-regente. Depois Carlota também foi convidada e jantou com Leopoldo e o pai, escrevendo mais tarde:
| “ | Acho-o encantador e vou para a cama mais feliz do que nunca em toda a minha vida (…). Sou uma criatura com muita sorte e tenho de agradecer a Deus. Penso que uma princesa nunca iniciou a vida (ou se casou) com uma perspectiva de felicidade e uma verdadeira vida doméstica semelhante à de outras pessoas. | ” |

O príncipe-regente ficou impressionado com Leopoldo e disse à sua filha que ele "tinha todas as qualificações para fazer uma mulher feliz." Carlota foi enviada de volta para Cranbourne a 2 de Março, deixando Leopoldo com o príncipe-regente. A 14 de Março, foi feito o anúncio na Câmara dos Lordes e foi recebido com grande entusiasmo. Ambos os partidos ficaram aliviados por o drama dos romances da princesa ter chegado finalmente ao fim. O parlamento decidiu oferecer um rendimento de £ 50 mil por ano a Leopoldo, comprou Claremont House para o casal viver e também disponibilizou uma soma generosa para o casal preparar a casa como desejassem. Temendo que o fiasco de Orange se voltasse a repetir, Jorge limitou o contacto entre Carlota e Leopoldo. Quando a princesa regressou a Brighton, o príncipe-regente só permitiu que o casal se encontrasse ao jantar e nunca os deixava sozinhos.
O casamento foi marcado para 2 de Maio de 1816. No dia de casamento, juntaram-se grandes multidões em Londres. Os convidados tiveram grande dificuldade para se deslocarem pelas ruas da cidade. Às nove da noite, na Sala-de-Estar Carmesim em Carlton House, Carlota e Leopoldo casaram. Foi a primeira vez que Leopoldo usou o uniforme de general britânico enquanto que o príncipe-regente usou o uniforme de marechal-de-campo. O vestido de casamento de Carlota custou mais de ₤ 10 mil. O único incidente do casamento aconteceu quando Carlota se começou a rir no momento em que Leopoldo prometeu dotá-la de todos os seus bens terrenos.

## Casamento e morte

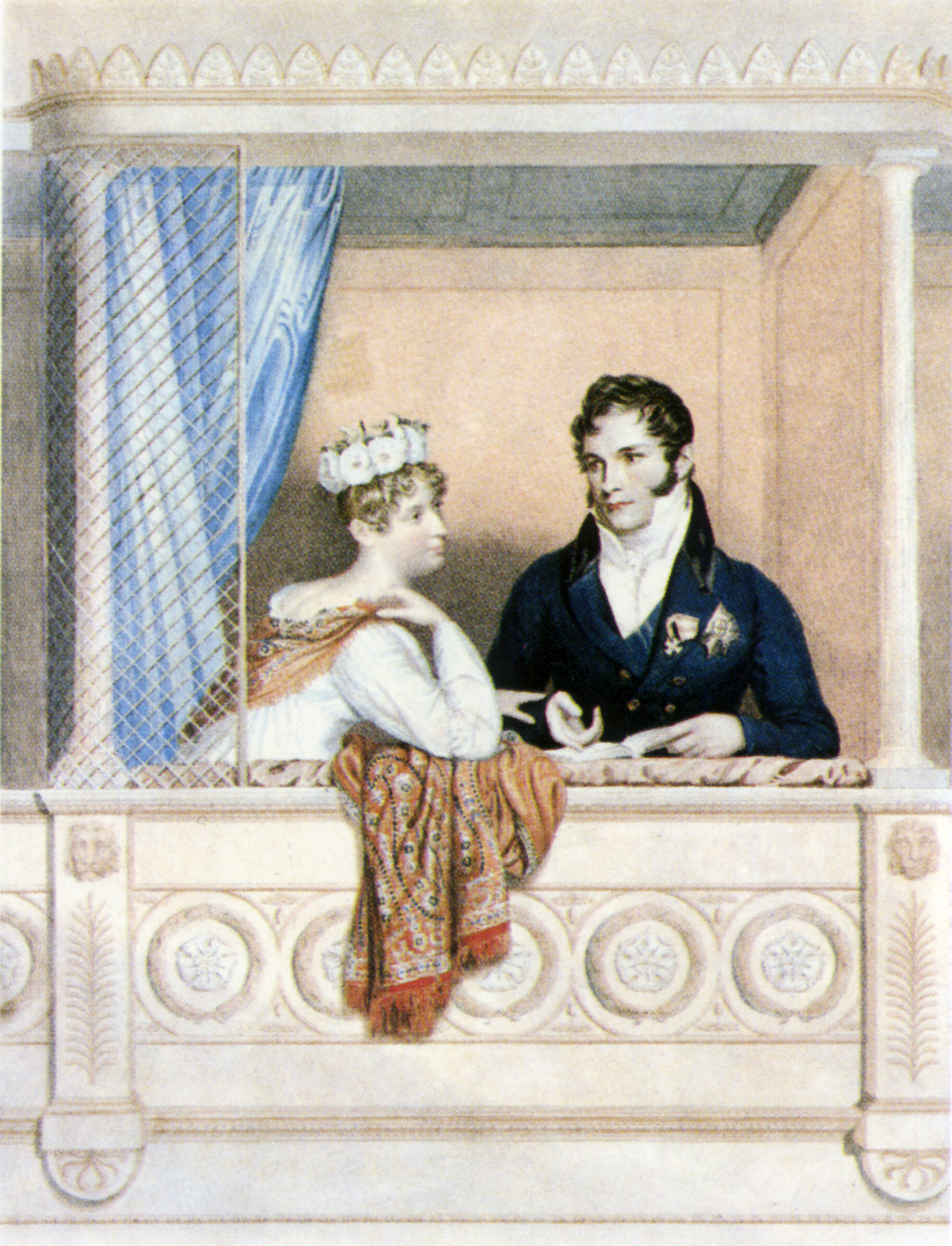
Carlota e Leopoldo em 1817, por William Thomas Fry, após George Dawe. Na National Portrait Gallery.

O casal passou a lua-de-mel no Palácio de Oatlands, a residência do Duque de Iorque no Surrey. Nenhum deles estava bem e a casa estava cheia com os cães do duque e o seu cheiro. Apesar de tudo, a princesa escreveu que Leopoldo era "a perfeição de um amante". Dois dias depois do casamento, o casal visitou o príncipe-regente em Oatlands e ele passou horas a descrever os pormenores dos uniformes a Leopoldo que, segundo Carlota "é um grande exemplo do mais perfeito bom-humor". O príncipe Leopoldo e a sua esposa regressaram a Londres para a época social, e quando iam ao teatro, eram sempre aplaudidos pela audiência e a companhia de teatro cantava "Deus Salve o Rei". Quando Carlota adoeceu durante uma actuação na Ópera, o público ficou muito preocupado com o seu estado. Pouco depois foi anunciado que a princesa tinha sofrido um aborto. A 24 de Agosto de 1816, o casal instalou-se em Claremont.
O médico de Leopoldo, Christian Stockmar (que se tornaria mais tarde Barão Stockmar, conselheiro da rainha Vitória e do seu marido, o príncipe Alberto), escreveu que, nos primeiros seis meses de casamento, nunca tinha visto Carlota a usar nada que não fosse simples e de bom-gosto. Também reparou que ela estava muito mais calma e controlada do que antes e atribuía estas mudanças à influência de Leopoldo. Leopoldo escreveu mais tarde: "Só quando eu ia caçar é que não estávamos juntos, podíamos estar sempre juntos e nunca nos cansávamos." Quando Carlota começava a ficar mais agitada, Leopoldo dizia apenas "Doucement, chèrie" (Com calma, querida). Carlota aceitou a correcção e passou a chamar o marido "Doucement".
Os Coburgos, como passaram a ser chamados, passavam as férias de Natal no Pavilhão de Brighton com vários outros membros da realeza. A 7 de Janeiro, o príncipe-regente deu um grande baile lá para celebrar o vigésimo-primeiro aniversário de Carlota, mas o casal não esteve presente por já estar de regresso a Claremont e preferir a vida calma de lá. No final de Abril de 1817, Leopoldo informou o príncipe-regente de que Carlota estava grávida novamente e que tinha todas as possibilidades de levar a gravidez até ao fim.
A gravidez de Carlota foi tema de grande interesse público. As lojas de aposta criaram rapidamente concursos para adivinhar qual seria o sexo da criança. Os economistas calcularam que o nascimento de uma princesa iria aumentar o valor das acções da bolsa 2,5% enquanto que o nascimento de um príncipe significaria um aumento de 6%. Carlota passou a sua gravidez calmamente, passando a maior parte do tempo a pousar para um retrato de Sir Thomas Lawrence. Comia muito e fazia pouco exercício. Quando os seus médicos deram início aos cuidados pré-natais em Agosto de 1817, impuseram-lhe uma dieta rigorosa, esperando conseguir reduzir o tamanho da criança na altura do nascimento. A dieta, bem como sangramentos ocasionais enfraqueceram Carlota. Stockmar ficou chocado com este tratamento que considerava antiquado e recusou juntar-se à equipa médica acreditando que, como estrangeiro, seria culpado por tudo que corresse mal.
A maioria dos cuidados diários de Carlota eram feitos por Sir Richard Croft. Croft não era médico, mas sim parteiro, algo que estava muito na moda na altura na alta sociedade. Inicialmente achava-se que Carlota ia dar à luz a 19 de Outubro, mas o mês chegou ao fim e não havia sinais de que o parto estivesse próximo, por isso, no domingo, dia 2 de Novembro, Carlota foi passear como de costume com Leopoldo. Na noite de 3 de Novembro, começaram as contracções. Sir Richard encorajou-a a fazer exercício, mas não a deixou comer. Mais tarde, nessa noite, mandou chamar os oficiais que seriam as testemunhas do nascimento real. Já no dia 5 de Novembro, tornou-se claro que Carlota não ia ter possibilidade de dar à luz sozinha, por isso Croft e o seu médico pessoal, Matthew Baillie, decidiram chamar o obstetra John Sims. Contudo, Croft não deixou que Sims visse a paciente e não foram usados forcepes. Segundo o que Plowden escreveu no seu livro, os médicos podiam ter salvo a mãe e a criança, apesar de a taxa de mortalidade ser elevada quando estes instrumentos eram usados antes da invenção dos anti-sépticos.
Às nove da noite do dia 5 de Novembro, Carlota finalmente deu à luz um grande rapaz natimorto. Os esforços para o ressuscitar foram em vão e os observadores nobres confirmaram que era um rapaz bonito, parecido com a família real. Receberam garantias de que a mãe estava bem e deixaram o quarto. Carlota, exausta, ouviu a notícia com calma, dizendo que era a vontade de Deus. Comeu finalmente depois de um longo jejum e parecia estar a recuperar bem. Leopoldo, que tinha permanecido com a esposa ao longo de todo o processo, terá tomado um opiato e caiu na cama.
Algures por volta da meia-noite, Carlota começou a vomitar violentamente e queixou-se de dores no estômago. Sir Richard foi chamado e ficou alarmado quando sentiu a sua paciente fria ao tocar-lhe, a respirar com dificuldade e a sangrar. Colocou-lhe uma compressa quente, o tratamento mais comum na época para sangramentos pós-parto, mas o sangue não parou. Chamou Stockmar e pediu-lhe para chamar Leopoldo. Stockmar teve dificuldade em acordar Leopoldo e voltou para junto da princesa que lhe agarrou a mão e disse: "Eles deixaram-me tonta". Stockmar deixou o quarto, com a intenção de acordar o príncipe, mas foi chamado novamente por Carlota que gritava "Stocky! Stocky!" Quando entrou no quarto, encontrou-a morta.

## Descendência
Com seu marido Leopoldo de Saxe-Coburgo-Saalfeld, Carlota ficou grávida duas vezes:
- Aborto espontâneo (1816)
- Filho natimorto (5 de Novembro de 1817)

## Consequências

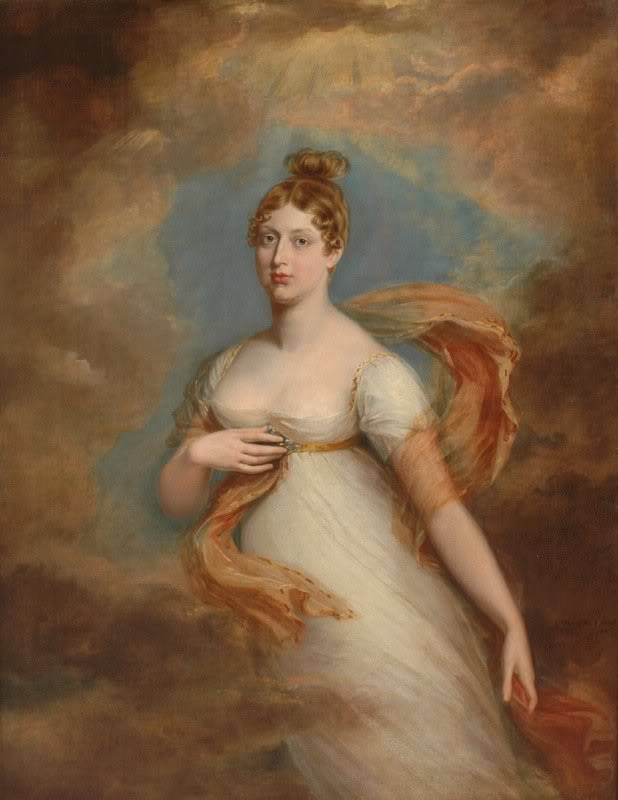
Carlota representada alegoricamente por George Dawe.

Henry Brougham escreveu sobre a reacção do público à morte de Carlota: "Foi como se todas as casas da Grã-Bretanha tivessem perdido uma filha preferida". O reino entrou em luto profundo ao ponto de as fábricas de tecido esgotarem o tecido preto. Mesmo os pobres e sem-abrigo usavam braceletes negras nas roupas. As lojas fecharam durante duas semanas, assim como a Casa de Câmbio Real, os tribunais e as docas. Até as casas de apostas fecharam no dia do funeral, em sinal de respeito. O The Times escreveu: "Não nos cabe a nós lamentar as visitas da Providência (…) não há nada ímpio em estar de luto por isto como uma calamidade". O luto era tão completo que os fabricantes de fitas e outros adornos (que não podiam ser usados durante períodos de luto), pediram ao governo para diminuir o luto, temendo chegar à bancarrota. Houve apenas uma nota contrária, escrita pelo poeta Percy Bysshe Shelley que, num artigo intitulado "Uma Mensagem às Pessoas Sobre a Morte da Princesa Carlota", disse que a execução de três homens no dia a seguir à morte da princesa por terem conspirado contra a governo foi uma tragédia muito maior.
O príncipe-regente sentiu com muito pesar a morte da filha e não conseguiu estar presente no seu funeral. A princesa Carolina soube da notícia por correio e desmaiou com o choque. Depois de recuperar, disse: "A Inglaterra, esse grande país, perdeu tudo ao perder a minha adorada filha". Até o Príncipe de Orange se desfez em lágrimas quando soube da notícia e a sua esposa ordenou que todas as damas da corte holandesa entrassem em luto. O mais afectado com esta morte foi o príncipe Leopoldo. Anos mais tarde, Stockmar escreveu: "Novembro foi a ruína desta casa feliz e a destruição, num golpe só, de toda a esperança e felicidade do príncipe Leopoldo. Até hoje nunca conseguiu recuperar aquele sentimento de felicidade que abençoou a sua curta vida de casado". Segundo Holme, "sem Carlota, o príncipe sentia-se incompleto. Foi como se tivesse perdido o coração".
O príncipe Leopoldo escreveu numa carta dirigida a Sir Thomas Lawrence:
| “ | Duas gerações perdidas — perdidas de uma só vez! Tenho sentido muita dor, mas também a sinto pelo príncipe regente. A minha Carlota desapareceu deste país — o país perdeu-a. Ela era boa, uma mulher admirável. Ninguém poderia conhecer Carlota melhor do que eu. Era o meu estudo e o meu dever conhecê-la, mas também meu deleite. — Príncipe Leopoldo para Sir Thomas Lawrence | ” |

A princesa foi enterrada, com o filho a seus pés, na Capela de São Jorge no Castelo de Windsor, a 19 de novembro de 1817. Foi erguido um monumento por pedido público na sua campa. Não demorou até que o público começasse a procurar culpados pela tragédia. A rainha Carlota e o príncipe-regente foram culpados por não estarem presentes na altura do nascimento, apesar de Carlota lhes ter pedido precisamente para se manterem afastados. Apesar da autópsia se ter revelado inconclusiva, muitos culparam Croft pela forma como tratou a princesa. O príncipe-regente recusou-se a culpá-lo, contudo, três meses após a morte de Carlota, enquanto tratava de outra jovem, Croft pegou numa arma e suicidou-se. A "tripla tragédia de obstetrícia" (a morte do bebé, mãe e do parteiro), levou a mudanças significativas nas técnicas de obstetrícia que incluíram um uso mais liberalizado de fórceps que rapidamente ultrapassou o número de pessoas que não os utilizavam.
A morte de Carlota deixou o rei sem netos legítimos e o seu filho mais novo tinha já mais de quarenta anos. Os jornais instaram os filhos solteiros do rei a casar. Um destes artigos de jornal chegou às mãos do quarto filho do rei, o príncipe Eduardo, Duque de Kent e Strathearn, que vivia na altura em Bruxelas com a sua amante, Julie de St. Laurent. Eduardo dispensou rapidamente a sua amante e pediu a irmã do príncipe Leopoldo, a Princesa-Viúva de Leiningen, em casamento. A única filha do casal, a princesa Alexandrina Vitória de Kent, acabaria por se tornar rainha do Reino Unido em 1837. Leopoldo, que na altura era já rei da Bélgica, foi um conselheiro a longa distância da sua sobrinha e foi também um dos responsáveis pelo seu casamento com outro dos seus sobrinhos, o príncipe Alberto de Saxe-Coburgo-Gota.

## Títulos
- 7 de janeiro de 1796 - 2 de maio de 1816: "Sua Alteza Real, a Princesa Carlota Augusta de Gales"
- 2 de maio de 1816 - 6 de novembro de 1817: "Sua Alteza Real, Princesa Leopoldo de Saxe-Coburgo-Saalfeld, Duquesa da Saxônia"